# Presseguer

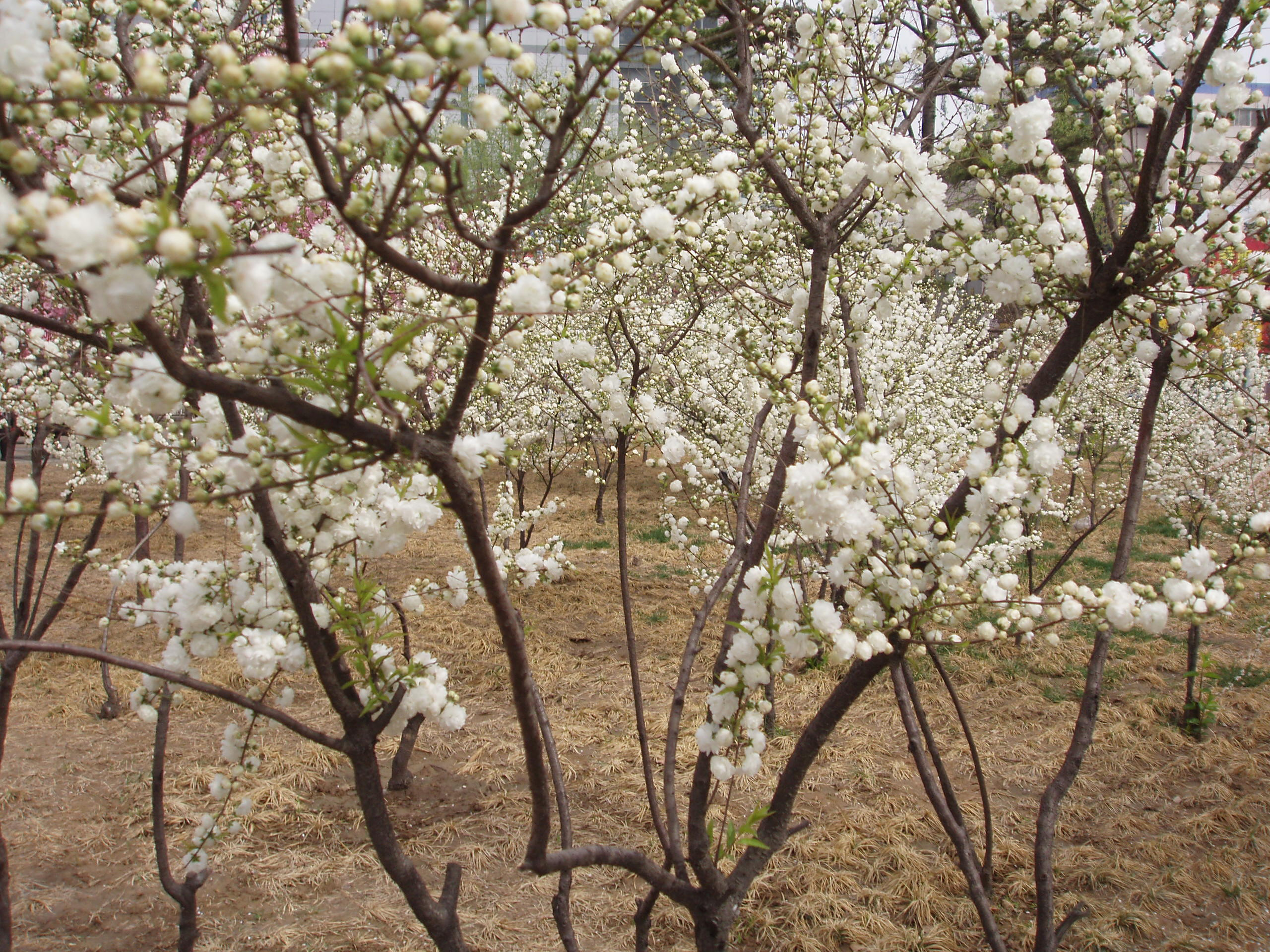
Presseguers florits (flor blanca)

El presseguer, bresquiller (País Valencià), albergener, melicotoner (Illes Balears) o mollarerer (Prunus persica (L. Batsch) és un arbre fruiter de fulla caduca, de la categoria de fruita de pinyol (drupa).
El fruit del presseguer, préssec, bresquilla, alberge, melicotó o mollarer, conté una única i grossa llavor tancada dins una closca dura. Aquesta fruita, de pell envellutada, posseeix una carn groga i blanquinosa, de gust dolç i delicada aroma. Aquests fruits són de curta durada i no admeten llargs períodes de conservació en cambres frigorífiques.
Al Pla de Lleida, la major part de les varietats floreixen a primers de març, i la collita difereix molt segons les varietats (de juny a octubre).

## Origen
És un arbre originari de l'Afganistan, la Xina i l'Iran. En particular, va ser a la regió del Nord-oest de la Xina entre la Conca del Tarim i el costat nord de la serralada de Kunlun, on es va cultivar per primer cop. Els romans el van portat a Occident que el van prendre com originari de Pèrsia i així el van anomenar "malus persicum" (poma persa). Aquesta denominació, «pèrsica» -emprada en les seves antigues denominacions genèriques o específiques (Prunus persica, Amygdalus persicus, Persica vulgaris, ...) - persisteix en nombrosos noms populars ibèrics -i d'altres països- com, per exemple, Albérchigo (el pèrsic) o bresquilla / fresquilla (per metàtesi de «persquilla»). Com fruita Pèrsica, el seu cultiu es va estendre per la resta d'Àsia i Europa, des d'on es va portar al continent americà.

## Taxonomia
El gènere fou descrit per Carl von Linné sota la denominació Amygdalus persicus (publicat a Species Plantarum, vol. 1, p. 472 de 1753). Posteriorment fou classificat entre el gènere Prunus per Jonathan S. Stokes (A Botanical Materia Medica vol. 3, p. 100 de 1812).

## Característiques
El presseguer és un arbre de petita alçada que, si creix de manera lliure, pot arribar a un màxim de 6 metres. Com a cultiu, la seva vida
productiva és d’uns 15 anys. De natural presenten una capçada en forma de globus. El tronc i les branques més grosses tenen una escorça lleugerament rugosa de color gris cendra. Les fulles són allargades, de color verd brillant i fan entre 15 i 20 cm de llargària i el seu extrem superior és punxegut. Abans de caure a la tardor, adquireixen una coloració groguenca, ataronjada o vermellosa.
El fruit té una mida considerable i té forma arrodonida de diferents colors (potser vermell, rosat, groc o ataronjat). El fruit és carnós i sucós i té la pell coberta de petits pèls que recorda el vellut pel seu tacte. La polpa pot ser tova o dura, segons les varietats. A dins hi ha un gran os que conté una llavor tòxica. Les varietats més primerenques comencen a madurar a primers de juny, i les més tardanes a primers d’octubre. Existeixen moltes varietats de fruits que es poden classificar segons el color de la seva pell i es divideixen en préssecs grocs o pavia i préssecs vermells (la seva pell pots ser vermella o bicolor groga-vermella). La pavia és groga per fora i groga per dins amb la carn més ferma, mentre que els préssecs vermells es classifiquen segons el color de la seva carn i es divideixen en: préssec de carn groga i préssecs de carn blanca (més sucosos). Les varietats d’aigua, de vinya, paraguaya o préssec xato i nectarina són les més habituals. Les varietats de carn blanca són generalment molt dolces, mentre que els de carn groga tenen un fons àcid conjuntament amb la dolçor.

## Nectarines
La nectarina és una variant, per mutació del tipus esport, del presseguer, que no té la pell peluda, però que, tanmateix, pertany a la mateixa espècie. Contràriament a allò que molta gent creu la nectarina no és un encreuament entre préssec i pruna, sinó una varietat espontània de préssec. Sovint, aquesta variant neix del mateix presseguer com un brot mutat que se sol empeltar per crear una nova varietat de conreu. És habitual que els presseguers produeixin de tant en tant alguna nectarina i viceversa. Així com els préssecs, les nectarines poden tenir la carn blanca o groga i adherida al pinyol o solta.
L'època de recol·lecció de la nectarina és durant el mes de maig en l'Hemisferi Nord, encara que es pot trobar als mercats durant tot a l'any ja que es conrea en molts països del món.
La primera referència registrada de les nectarines es remunta al 1616 a Anglaterra, encara que molt probablement ja havien estat cultivades molt anteriorment a l'Àsia Central.

## Cultiu
Els presseguers vegeten en una zona força restringida, ja que necessiten unes condicions de fred que les zones subtropicals no satisfan, mentre que, alhora, no són gaire resistents; a l'estiu requereixen temperatures altes perquè la collita maduri. Algunes de les regions productores de préssecs més importants són: Califòrnia, Colorado, Geòrgia dins els Estats Units d'Amèrica i regions limítrofes del Canadà, els països de la conca mediterrània i algunes zones de la Xina. Per tant, és un cultiu estès pels estats de clima temperat. Li calen sòls arenosos o llimosos i ben drenats.
La majoria dels presseguers que es venen als vivers són varietats cultivades, provinents d'un empelt. La majoria requereixen 500 hores de refrigeració al voltant de 0 a 10 °C. Un cop complert el període de dormància freda, la planta entra en un segon tipus de latència que és quan els brots es trenquen i creixen amb l'inici d'un clima càlid i favorable al creixement. Els presseguers solen tolerar temperatures d'entre -26 i -30 °C, tot i que els brots florals de la temporada vinent solen morir-se per les baixes temperatures. De fet, la mort dels brots florals comença a produir-se entre -15 i -25 °C. Una altra limitació climàtica són les gelades de primavera. Els arbres floreixen força aviat (al març a Europa occidental) i la flor es fa malbé o es mor si les temperatures baixen per sota dels 4 °C. Tanmateix, si les flors no estan completament obertes poden tolerar uns graus més de fred. Els climes amb pluges hivernals significatives a temperatures inferiors als 16 °C també són inadequats per al cultiu de préssec, ja que la pluja afavoreix l'enrotllament de les fulles de préssec o «lepra», que és la malaltia fúngica més greu per als préssecs. Aquest malaltia, anomenada enrotllament de la fulla, causada pel  fong Taphrina deformans normalment no afecta directament la fruita, encara que redueix la collita, ja que provoca una defoliació parcial de l'arbre. La fruita és molt susceptible a la gomosi, malaltia fúngica causada per la Monilinia fructicola. Finalment, la calor estival, entre 20 i 30 °C, madura el fruit.
Als Països Catalans, fins a mitjans de la dècada dels cinquanta del segle passat, de producció de préssecs de qualitat només n'hi havia a la regió de Perpinyà, al Riberal de la Tet, i en alguns municipis com Calabuig, Pallejà, Almenar i sobretot el Morell al Tarragonès amb els seus préssecs grossos. Aleshores començaren les plantacion al Segrià, que s’estengueren d’Almenar cap a Lleida i el baix Segre. I, passà cap a la Noguera, les Garrigues, la Llitera i el Baix Cinca. A finals dels anys seixanta del segle passat la zona agrícola de la plana de Lleida ja era important, juntament amb els nuclis de la regió de Perpinyà, Girona, Barcelona, Tarragona, València i Xàtiva. De gran renom va ser la varietat del canongí al nucli del Morell i Vilallonga del Camp al camp de Tarragona, una antiga varietat del préssec típica de la localitat de La Canonja, que conté una elevada qualitat gustativa.
L'any 2020, al món, els principals estats productors de préssecs (en milions de tones) foren la Xina (15), Espanya (1.3), Itàlia (1), Grècia (0.9), Turquia (0.9), USA (0.6) i l’Iran (0.7). La producció mundial s’estimà en 24.5 milions de tones.

### Plantació

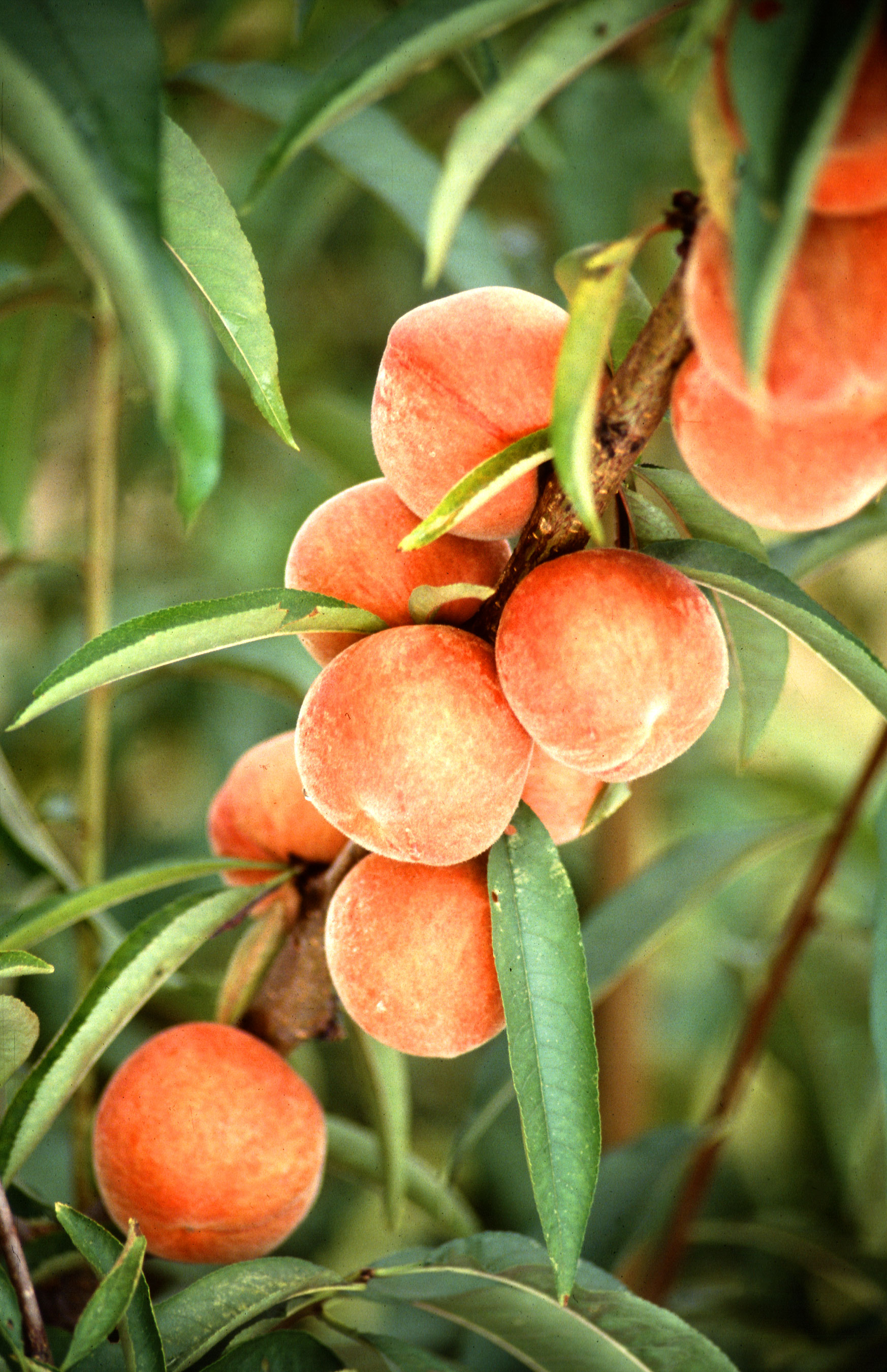
Préssecs.

L'exposició d'aquesta espècie ha de ser a ple sol i amb bona ventilació. Això permet que l'aire fred circuli durant les nits fredes i mantingui la zona fresca a l'estiu. La millor època per plantar-los és a principis d'hivern, així les arrels tenen temps d'assentar-se per a poder alimentar la brotada primaveral.

### Reg
Se'ls ha de proporcionar una aportació constant d'aigua, que cal incrementar una mica abans de la collita. Els fruits amb millor gust s'aconsegueixen quan els arbres són regats durant tota l'estació. El reg per degoteig és el mètode més adequat.

### Fertilitzant
Els presseguers tenen unes altes necessitats de nutrients: requereixen més nitrogen que la majoria dels fruiters. S'hi pot aplicar un adob NPK amb regularitat i una dosi extra de fems a la tardor, després de la recol·lecció.

### Malalties
El presseguer pateix fàcilment de diverses plagues i malalties. Els paràsits animals més importants són els insectes, els més freqüents dels quals són diversos pugons (àfids), com el pugó marró -Brachycaudus prunicola-, el pugó negre -Brachycaudus persicae-, el pugó verd -Myzus persicae- i el pugó farinós -Hyalopterus amygdali. Dins les cotxinilles (Coccoidea), es troba particularment la cotxinilla blanca (Diaspis pentagona), alguns lepidòpters, com l'arna dels borrons i dels fruits (Anarsia lineatella), l'arna oriental del préssec (Cydia molesta) i els barrinadors del papalló de la fusta. A més, entre els dípters, ataca els préssecs la mosca mediterrània de la fruita (Ceratitis capitata) i el corc de l'ametller (Scolytus amygdali). Altres adversitats importants són els virus de les plantes (per exemple, el virus de la sharka) i les afeccions pels fongs, els més freqüents dels quals són Taphrina deformans, el corineu, la moniliosi, el xancre de les drupàcies, el mal blanc, el mal del plom parasitari, el marciment del coll per la Phytophthora spp., i el marciment de les arrels per l'Armillaria mellea i la Rosellinia necatrix.

## Consells per a una bona collita
Si es deixen totes les fruites a l'arbre, aquestes seran petites i sense dolçor ni gust. Les fruites s'han d'aclarir quan hagin assolit els 2 cm de diàmetre, normalment dos mesos després de la floració. És important també aportar regs extres en condicions seques.